# Cygan (Łódź)
Pour les articles homonymes, voir Cygan.
Cygan est une localité polonaise de la gmina de Lubochnia, située dans le powiat de Tomaszów Mazowiecki en voïvodie de Łódź.